# Uirapuru (Villa-Lobos)
Uirapuru (do tupi, “O Passarinho Encantado”) é um poema sinfônico ou ballet do compositor brasileiro Heitor Villa-Lobos, iniciada como revisão de uma obra anterior em 1917 e concluída em 1934. Uma gravação conduzida pelo compositor dura 20 minutos e 33 segundos. 

## Histórico
Uirapuru originou-se como um poema sinfônico de quinze minutos intitulado Tédio de alvorada, composto no Rio de Janeiro em 1916 e apresentado pela primeira vez lá em um concerto patrocinado pelo Associação Brasileira de Imprensa em benefício de jornalistas aposentados, no Theatro Municipal em 15 de maio de 1918 por uma orquestra composta por 85 professores de música, dirigida por Soriano Robert. Villa-Lobos reelaborou e expandiu extensivamente esta composição para a partitura intitulada "Uirapuru", começando em 1917. No entanto, não foi até que Serge Lifar e seu conjunto dançaram os balés "Jurupari" (ao som da música  de Choros N.º 10) e Amazonas em 1934 que Villa-Lobos completou Uirapuru e dedicou a partitura a Lifar.  No final, porém, Lifar não participou da estreia do balé.  A partitura recém-terminada foi apresentada pela primeira vez no Día de la Revolución de Mayo da Argentina, 25 de maio de 1935, como um balé coreografado por Ricardo Nemanoff e com cenografia de Héctor Balsadúa,  no Teatro Colón em Buenos Aires.  A ocasião foi uma gala em homenagem ao presidente brasileiro Getúlio Vargas durante visita à Argentina para a V Conferência Comercial Pan-Americana, que teve início no dia seguinte.  O balé foi dançado nesta ocasião por Michel Borovsky e Dora del Grande, com a orquestra e corpo de balé do Teatro Colón, dirigido pelo compositor.  A primeira apresentação de concerto como poema sinfônico ocorreu alguns meses depois, em 6 de novembro de 1935 no Theatro Municipal no Rio de Janeiro, pela Orquestra Sinfônica do Theatro Municipal, sob a regência do  compositor.  Uirapuru também foi incluído na programação do último concerto dirigido por Villa-Lobos, em 12 de julho de 1959, no Empire State Music Festival, em Nova York.

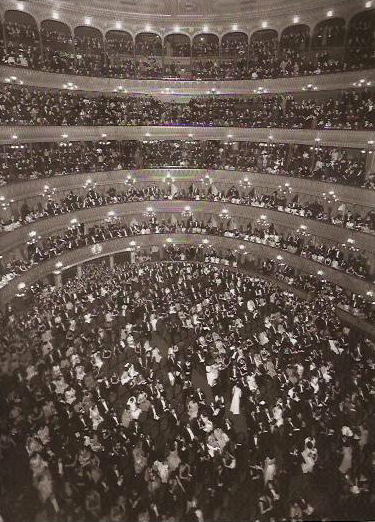
Uma gala de 1935 no Teatro Colón, possivelmente aquela em que "Uirapuru" foi estreado

A página de rosto do manuscrito autógrafo diz “Uirapuru / (O passaro encantado)/ Bailado brasileiro"// "H.  Villa-Lobos/ Rio, 1917"// "A Serge Lifar"// "(Le petit oiseau enchanté)", mas traz em sua última página a inscrição "Fim,  Rio 1917, reformado em 1934". A data de conclusão de 1917, também indicada no catálogo oficial de obras, é improvável em vista de dois fatos: a posterior estreia em 1918 de '  'Tédio de alvorada, e o facto de a nova partitura só ter sido executada 18 anos depois, em 1935. Sugere-se que o compositor tenha dado a data anterior para não ser pensado por influência de Igor Stravinsky,  cuja música ele conheceu em primeira mão apenas durante sua primeira visita à Europa em 1923. Por outro lado, uma página de esboço para a composição anterior quase certamente datada de 1916 inclui rascunhos de material apenas incorporado mais tarde em Uirapuru, em particular o octatônica "bonito tema indiano", que sugere  que tal escala já era familiar a Villa-Lobos antes de seu primeiro contato com a música de Stravinsky.

## Instrumentos

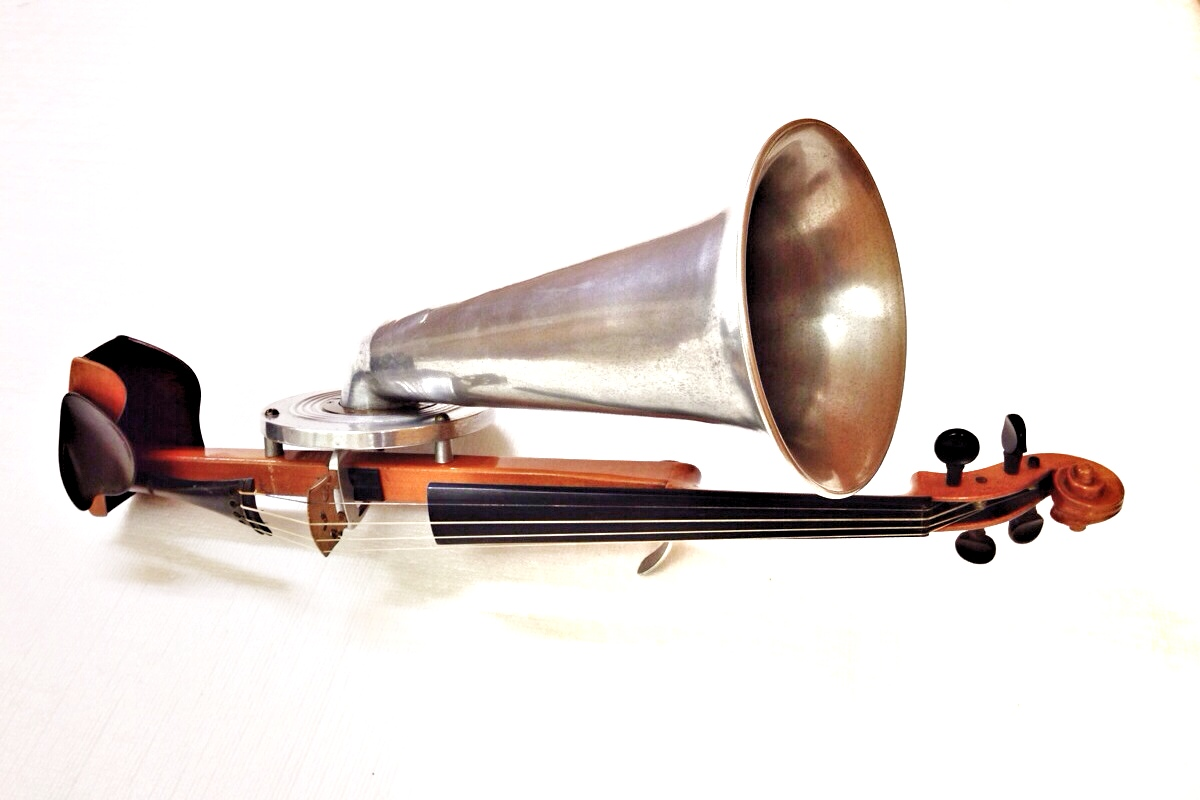
Violinofone

Uirapuru é pontuado para uma orquestra composta por: flautim, 2 flautas, 2 oboés, corne inglês, 2 clarinetes, clarinete baixo, 2 fagotes, contrafagote, saxofone soprano, 4 trompas, 3 trompetes, 3 trombones, tuba, tímpanos, percussão (tam-tam, sinos tubulares, reco-reco, coco, surdo, tamborim, címbalos, bumbo, xilofone, celesta, glockenspiel), 2 harpas, piano, violinofone, e cordas.

## Análise

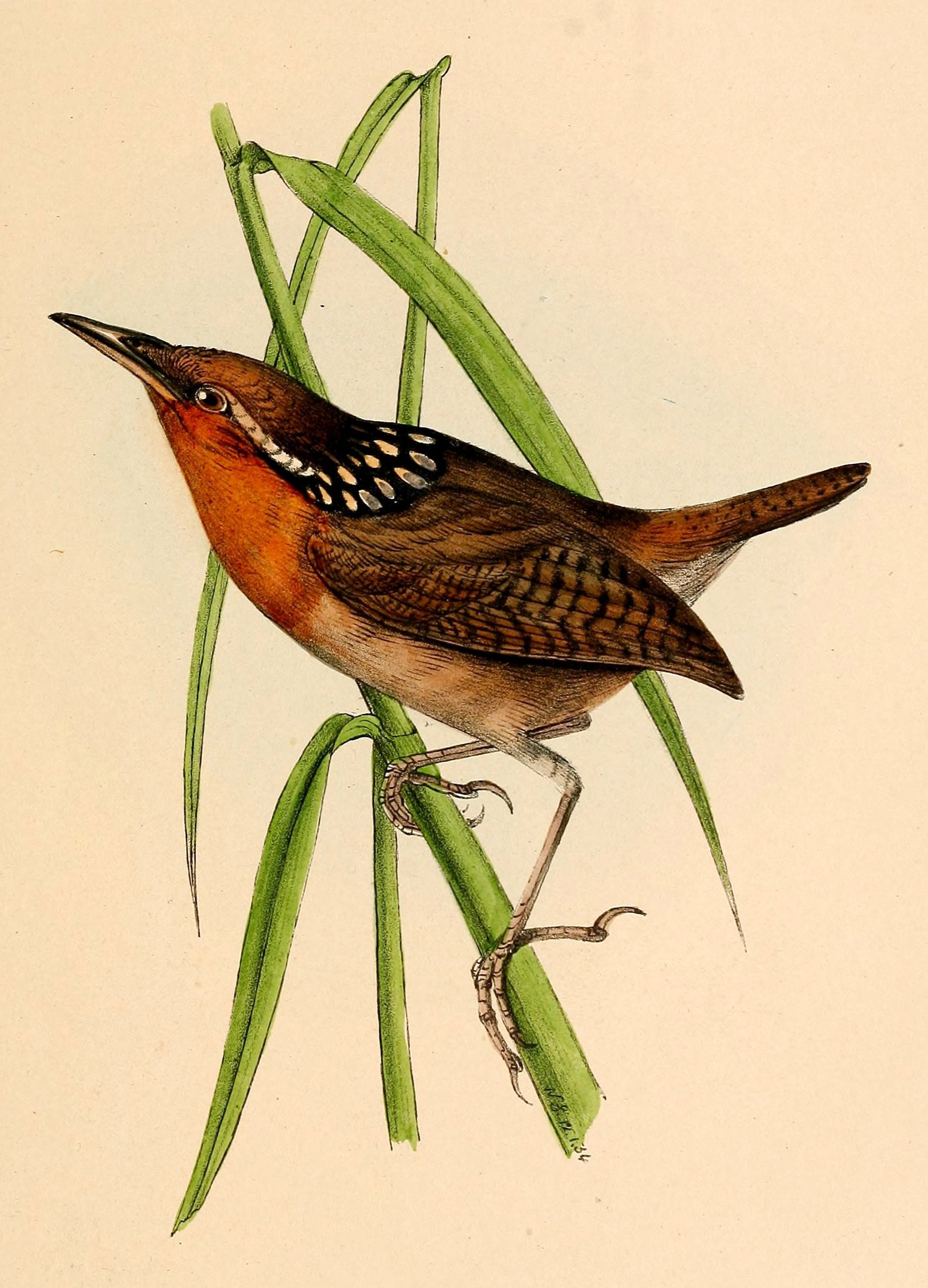
O Uirapuru

"Uirapuru" é um nome, derivado do língua Tupi, aplicado a vários membros da família das aves Pipridae encontradas no Brasil.  O pássaro cujo canto Villa-Lobos usou como tema de composição é Cyphorhinus arada, o uirapuru-verdadeiro ou carriça músico, também conhecido como carriça de órgão ou carriça  variedade de padrões de música. Villa-Lobos provavelmente baseou seu tema uirapuru em uma transcrição feita durante uma expedição em 1849-1850 pelo botânico britânico Richard Spruce, e publicada em 1908. A obra se divide em duas grandes partes (b. 1-134 e 134-382), sugerindo uma forma binária (especialmente com a repetição de toda a seção A), mas a forma é criada cumulativamente a partir de uma sucessão de quinze seções menores temáticas (  quatro na primeira parte e onze na segunda) em um contexto harmônico não funcional.